# غروتاس دي لانكوين
غروتاس دي لانكوين (Grutas de Lanquín) هو عبارة عن نظام كهفي كبير من الحجر الجيري يقع على بعد كيلومتر واحد (0.62 ميل) غرب لانكوين في ألتا فيراباز، غواتيمالا.
تم الإعلان أن نظام كهوف لانكوين منتزه وطني في عام 1955.